# Dreams Come True (Hey! Say! JUMP)
Dreams Come True è un brano musicale del gruppo musicale giapponese Hey! Say! JUMP pubblicato come loro secondo singolo il 21 maggio 2008. Il singolo ha raggiunto la vetta della classifica Oricon dei singoli più venduti in Giappone ed ha venduto 249.024.

## Tracce
Edizione regolare
1. Dreams come true
2. Takaki Yuya - Oretachi no Seishun (俺たちの青春; Our Youth)
3. Chance to Change
4. Dreams come true (Original Karaoke)
5. Oretachi no Seishun (Original Karaoke)
6. Chance to Change (Original Karaoke)

Edizione limitata
CD
1. Dreams come true

DVD
1. Dreams come true (PV & Making of)

## Classifiche
| Classifica (2008)                  | Posizione più alta |
| ---------------------------------- | ------------------ |
| Giappone (Oricon)                  | 1                  |
| Giappone (Billboard Japan Hot 100) | 1                  |